# Gare de Saint-Médard-d’Eyrans
Gare de Saint-Médard-d’Eyrans – przystanek kolejowy w Saint-Médard-d’Eyrans, w departamencie Żyronda, w regionie Nowa Akwitania, we Francji.
Został otwarty w 1855 przez Compagnie des chemins de fer du Midi et du Canal latéral à la Garonne. Jest przystankiem kolejowym Société nationale des chemins de fer français (SNCF), obsługiwaną przez pociągi TER Aquitaine.